# Alabes springeri
Alabes springeri är en fiskart som beskrevs av Lee Milo Hutchins 2006. Alabes springeri ingår i släktet Alabes och familjen dubbelsugarfiskar. Inga underarter finns listade i Catalogue of Life.